# 237 (عدد)
237 هو عدد صحيح  طبيعي بين 236 و238

## في الرياضيات

### خصائص
- 237 عدد فردي
- 237 عدد ناقص
- 237 عدد مضلعي (80 أضلاع-...)